# 栃木県立今市工業高等学校
栃木県立今市工業高等学校（とちぎけんりついまいちこうぎょうこうとうがっこう）は、栃木県日光市荊沢に所在する公立の工業高等学校。

## 設置学科
- 機械科
- 電気科
- 建設工学科

## 沿革
- 1964年 - 創立
- 1987年 - 建設工学科設置
- 2007年 - 化学工学科閉科

## 出身者
- 粉川昭一（日光市長）